# Pori Bears 2015
Questa voce raccoglie le informazioni riguardanti i Pori Bears nelle competizioni ufficiali della stagione 2015.

## III-divisioona 2015

### Stagione regolare
| Pori 15 maggio 2015, ore 19:00 Anticipo 1ª giornata | Pori Bears | 44 – 7 | Vaasa Vikings | Urheilukeskus keinonurmi |

| Pori 7 giugno 2015, ore 16:00 2ª giornata | Pori Bears | 42 – 0 | Lohja Lions | Urheilukeskus keinonurmi |

| Nokia 13 giugno 2015, ore 16:00 3ª giornata | Nokia Ghosthunters | 14 – 17 | Pori Bears | Menkalan keinonurmi |

| Pori 28 giugno 2015, ore 16:00 4ª giornata | Pori Bears | 65 – 0 | Helsinki Wolverines II | Urheilukeskus keinonurmi |

| Sipoo 4 luglio 2015, ore 14:00 5ª giornata | Sipoo Bulldogs | 0 – 21 | Pori Bears | Söderkullan kenttä |

| Pori 12 luglio 2015, ore 16:00 6ª giornata | Pori Bears | 42 – 13 | Kotka Eagles | Urheilukeskus keinonurmi |

| Rovaniemi 25 luglio 2015, ore 16:00 Anticipo 9ª giornata | Rovaniemi Nordmen | 7 – 18 | Pori Bears | Susivouti |

| Lahti 2 agosto 2015, ore 13:00 8ª giornata | Lahti Panthers | 19 – 41 | Pori Bears | Lahden kisapuisto |

### Playoff
| Pori 23 agosto 2015, ore 16:00 Semifinale | Pori Bears | 49 – 0 | Rovaniemi Nordmen | Urheilukeskus keinonurmi |

| Pori 29 agosto 2015, ore 16:00 Tinamalja | Pori Bears | 26 – 12 | Nokia Ghosthunters | Urheilukeskus keinonurmi |

## Statistiche di squadra
| Competizione      | %Vittorie | In casa | In casa | In casa | In casa | In casa | In casa | In trasferta | In trasferta | In trasferta | In trasferta | In trasferta | In trasferta | Totale | Totale | Totale | Totale | Totale | Totale |
| Competizione      | %Vittorie | G       | V       | N       | P       | Pf      | Ps      | G            | V            | N            | P            | Pf           | Ps           | G      | V      | N      | P      | Pf     | Ps     |
| ----------------- | --------- | ------- | ------- | ------- | ------- | ------- | ------- | ------------ | ------------ | ------------ | ------------ | ------------ | ------------ | ------ | ------ | ------ | ------ | ------ | ------ |
| Stagione regolare | 1.000     | 4       | 4       | 0       | 0       | 193     | 20      | 4            | 4            | 0            | 0            | 97           | 40           | 8      | 8      | 0      | 0      | 290    | 60     |
| Playoff           | 1.000     | 2       | 2       | 0       | 0       | 53      | 31      | 0            | 0            | 0            | 0            | 0            | 0            | 2      | 2      | 0      | 0      | 53     | 31     |
| Totale            | 1.000     | 6       | 6       | 0       | 0       | 246     | 51      | 4            | 4            | 0            | 0            | 97           | 40           | 10     | 10     | 0      | 0      | 343    | 91     |